# Парламентские выборы в Тринидаде и Тобаго (1966)
Парламентские выборы в Тринидаде и Тобаго прошли 7 ноября 1966 года. Количество членов Палаты представителей парламента Тринидада и Тобаго было увеличено с 30 до 36. В результате Народное национальное движение вновь получило большинство в 24 из 36 мест парламента, а Эрик Уильямс стал премьер-министром Тринидада и Тобаго. Явка составила 65,8 %.

## Результаты
| Партия                                                          | Голосов | %    | Мест | +/-   |
| --------------------------------------------------------------- | ------- | ---- | ---- | ----- |
| Народное национальное движение                                  | 158 573 | 52,4 | 24   | +4    |
| Демократическая лейбористская партия                            | 102 792 | 34,0 | 12   | +2    |
| Либеральная партия                                              | 26 870  | 8,9  | 0    | новая |
| Партия рабочих и крестьян                                       | 10 484  | 3,5  | 0    | новая |
| Народная демократическая партия                                 | 943     | 0,3  | 0    | новая |
| Партия местного управления граждан и рабочих Британской империи | 704     | 0,2  | 0    | 0     |
| Независимая партия Сюкерана                                     | 569     | 0.2  | 0    | новая |
| Независимые                                                     | 1 467   | 0,5  | 0    | новая |
| Недействительных/пустых бюллетеней                              | 146     | –    | –    | –     |
| Всего                                                           | 302 548 | 100  | 36   | +6    |
| Источник: Nohlen                                                |         |      |      |       |